# Jussi Adler-Olsen
Jussi Adler-Olsen (ur. 2 sierpnia 1950 w Kopenhadze) – duński pisarz, autor głównie powieści kryminalnych.

## Życiorys
Syn psychiatry, urodził się w stolicy Danii jako Carl Valdemar Henry Adler-Olsen. Studiował nauki polityczne, socjologię i medycynę. Pracował m.in. jako redaktor, wydawca komiksów, tłumacz, dramaturg i kompozytor. Następnie rozpoczął karierę pisarską, zyskując międzynarodowe uznanie. Wiele z jego powieści zostało zekranizowanych.

## Wybrane publikacje książkowe[2]
Cykl kryminalny Departament Q
1. Kobieta w klatce (wyd. pol. 2017)
2. Zabójcy bażantów (wyd. pol. 2017)
3. Wybawienie (wyd. pol. 2018)
4. Kartoteka 64 (wyd. pol. 2018)
5. Pogrzebany (wyd. pol. 2018)
6. Wisząca dziewczyna (wyd. pol. 2019)
7. Kobieta z blizną (wyd. pol. 2020)
8. Ofiara numer 2117 (wyd. pol. 2021)
9. Chlorek sodu (wyd. pol. 2022)
10. Mężczyzna w celi (wyd. pol. 2024)